# League of Ireland 2018
Die League of Ireland 2018 (offiziell: Airtricity League nach dem Ligasponsor Airtricity) war die 98. Spielzeit der höchsten irischen Fußballliga. Die Saison begann am 16. Februar 2018 und endete mit den Relegationsspielen am 2. November 2018. Titelverteidiger war Cork City.
Der Dundalk FC wurde zum 13. Mal Meister.

## Modus
Alle Mannschaften spielten jeweils viermal an 36 Spieltagen gegeneinander um die Meisterschaft. Nach einer Ligareform spielten nur noch zehn Mannschaften sowohl in der League of Ireland als auch in der zweitklassigen First Division. Das Team auf dem letzten Platz stieg direkt ab, das Team auf dem vorletzten spielte in der Relegation gegen den Abstieg.

## Vereine
| Verein                | Wappen                | Stadt     | Stadion                          | Kapazität |
| --------------------- | --------------------- | --------- | -------------------------------- | --------- |
| Bohemians Dublin      | Bohemians Dublin      | Dublin    | Dalymount Park                   | 7.955     |
| Bray Wanderers        | Bray Wanderers        | Bray      | Carlisle Grounds                 | 3.250     |
| Cork City             | Cork City             | Cork      | Turners Cross                    | 7.485     |
| Derry City            | Derry City            | Derry     | Brandywell Stadium               | 7.700     |
| Dundalk FC            | Dundalk FC            | Dundalk   | Oriel Park                       | 6.000     |
| Limerick 37           | Limerick FC           | Limerick  | Markets Field                    | 2.500     |
| Shamrock Rovers       | Shamrock Rovers       | Dublin    | Tallaght Stadium                 | 5.947     |
| Sligo Rovers          | Sligo Rovers          | Sligo     | The Showgrounds                  | 5.500     |
| St Patrick’s Athletic | St Patrick’s Athletic | Dublin    | Richmond Park                    | 5.340     |
| Waterford FC          | Waterford United      | Waterford | Waterford Regional Sports Centre | 5.000     |

## Abschlusstabelle
| Pl. | Verein                | Sp. | S  | U | N  | Tore    | Diff. | Punkte |
| --- | --------------------- | --- | -- | - | -- | ------- | ----- | ------ |
| 1.  | Dundalk FC (P)        | 36  | 27 | 6 | 3  | 085:200 | +65   | 87     |
| 2.  | Cork City (M)         | 36  | 24 | 5 | 7  | 071:270 | +44   | 77     |
| 3.  | Shamrock Rovers       | 36  | 18 | 8 | 10 | 057:270 | +30   | 62     |
| 4.  | Waterford FC (N) 1    | 36  | 18 | 5 | 13 | 052:440 | +8    | 59     |
| 5.  | St Patrick’s Athletic | 36  | 15 | 5 | 16 | 051:470 | +4    | 50     |
| 6.  | Bohemians Dublin      | 36  | 13 | 9 | 14 | 052:450 | +7    | 48     |
| 7.  | Sligo Rovers          | 36  | 12 | 6 | 18 | 038:500 | −12   | 42     |
| 8.  | Derry City            | 36  | 13 | 3 | 20 | 047:700 | −23   | 42     |
| 9.  | Limerick 37 (N)       | 36  | 7  | 6 | 23 | 025:750 | −50   | 27     |
| 10. | Bray Wanderers        | 36  | 5  | 3 | 28 | 023:960 | −73   | 18     |

Platzierungskriterien: 1. Punkte – 2. Tordifferenz – 3. geschossene Tore

| (M) | amtierender irischer Meister     |
| (P) | amtierender irischer Pokalsieger |
| (N) | Neuaufsteiger                    |

## Kreuztabelle
| Hinrunde (Runden 1–18) | Hinrunde (Runden 1–18) | Hinrunde (Runden 1–18) | Hinrunde (Runden 1–18) | Hinrunde (Runden 1–18) | Hinrunde (Runden 1–18) | Hinrunde (Runden 1–18) | Hinrunde (Runden 1–18) | Hinrunde (Runden 1–18) | Hinrunde (Runden 1–18) | 2018                  | Rückrunde (Runden 19–36) | Rückrunde (Runden 19–36) | Rückrunde (Runden 19–36) | Rückrunde (Runden 19–36) | Rückrunde (Runden 19–36) | Rückrunde (Runden 19–36) | Rückrunde (Runden 19–36) | Rückrunde (Runden 19–36) | Rückrunde (Runden 19–36) | Rückrunde (Runden 19–36) |
| Bohemians Dublin       | Bray Wanderers         | Cork City              | Derry City             | Dundalk FC             | Limerick FC            | St Patrick’s Athletic  | Shamrock Rovers        | Sligo Rovers           | Waterford FC           | Verein                | Bohemians Dublin         | Bray Wanderers           | Cork City                | Derry City               | Dundalk FC               | Limerick FC              | St Patrick’s Athletic    | Shamrock Rovers          | Sligo Rovers             | Waterford FC             |
| ---------------------- | ---------------------- | ---------------------- | ---------------------- | ---------------------- | ---------------------- | ---------------------- | ---------------------- | ---------------------- | ---------------------- | --------------------- | ------------------------ | ------------------------ | ------------------------ | ------------------------ | ------------------------ | ------------------------ | ------------------------ | ------------------------ | ------------------------ | ------------------------ |
|                        | 2:1                    | 0:2                    | 0:1                    | 0:2                    | 0:0                    | 0:1                    | 3:1                    | 2:2                    | 0:1                    | Bohemians Dublin      |                          | 6:0                      | 4:2                      | 1:2                      | 1:1                      | 5:0                      | 1:0                      | 1:1                      | 0:3                      | 1:3                      |
| 1:3                    |                        | 0:4                    | 2:1                    | 0:2                    | 0:1                    | 1:2                    | 1:0                    | 1:2                    | 2:2                    | Bray Wanderers        | 0:5                      |                          | 1:3                      | 2:1                      | 1:3                      | 0:2                      | 3:1                      | 0:3                      | 2:1                      | 0:0                      |
| 3:0                    | 4:0                    |                        | 4:2                    | 1:0                    | 2:1                    | 1:0                    | 1:0                    | 1:0                    | 2:0                    | Cork City             | 1:0                      | 5:1                      |                          | 5:0                      | 0:1                      | 3:0                      | 1:1                      | 0:0                      | 1:2                      | 3:0                      |
| 3:1                    | 5:1                    | 0:0                    |                        | 1:4                    | 5:0                    | 2:1                    | 0:0                    | 0:2                    | 1:0                    | Derry City            | 0:2                      | 2:0                      | 0:3                      |                          | 0:4                      | 2:1                      | 2:1                      | 0:1                      | 1:2                      | 1:2                      |
| 3:0                    | 0:0                    | 1:0                    | 2:2                    |                        | 8:0                    | 5:0                    | 2:1                    | 2:1                    | 1:0                    | Dundalk FC            | 2:0                      | 5:0                      | 2:1                      | 3:2                      |                          | 4:0                      | 1:1                      | 1:2                      | 5:0                      | 2:0                      |
| 1:1                    | 1:0                    | 1:1                    | 0:3                    | 0:3                    |                        | 0:1                    | 0:1                    | 1:2                    | 0:2                    | Limerick 37           | 1:1                      | 2:1                      | 0:2                      | 0:1                      | 0:1                      |                          | 0:4                      | 0:2                      | 1:3                      | 2:1                      |
| 2:2                    | 5:0                    | 2:3                    | 5:2                    | 0:0                    | 1:0                    |                        | 2:0                    | 2:0                    | 1:0                    | St Patrick’s Athletic | 1:3                      | 3:0                      | 1:3                      | 5:0                      | 1:3                      | 2:1                      |                          | 0:1                      | 0:3                      | 3:0                      |
| 1:2                    | 6:0                    | 3:0                    | 6:1                    | 0:0                    | 1:1                    | 1:0                    |                        | 1:0                    | 1:1                    | Shamrock Rovers       | 0:1                      | 5:0                      | 0:0                      | 2:0                      | 2:5                      | 5:0                      | 3:0                      |                          | 2:0                      | 3:1                      |
| 0:2                    | 2:1                    | 1:4                    | 2:1                    | 0:2                    | 0:1                    | 0:0                    | 0:0                    |                        | 1:2                    | Sligo Rovers          | 1:1                      | 2:1                      | 0:2                      | 0:2                      | 0:2                      | 0:0                      | 1:2                      | 2:0                      |                          | 2:3                      |
| 1:0                    | 3:0                    | 2:1                    | 2:1                    | 2:1                    | 3:6                    | 2:0                    | 2:1                    | 1:1                    |                        | Waterford FC          | 1:1                      | 2:0                      | 1:2                      | 4:0                      | 1:2                      | 4:1                      | 2:0                      | 0:1                      | 1:0                      |                          |

## Relegation
|            | Gesamt |             | Hinspiel | Rückspiel |
| ---------- | ------ | ----------- | -------- | --------- |
| Finn Harps | 3:0    | Limerick 37 | 1:0      | 2:0       |

## Torschützenliste
| Pl. | Name            | Mannschaft       | Tore |
| --- | --------------- | ---------------- | ---- |
| 1.  | Patrick Hoban   | Dundalk FC       | 29   |
| 2.  | Kieran Sadlier  | Cork City        | 16   |
| 3.  | Graham Cummins  | Cork City        | 15   |
| 4.  | Graham Burke    | Shamrock Rovers  | 13   |
| 4.  | Michael Duffy   | Dundalk FC       | 13   |
| 6.  | Daniel Carr     | Shamrock Rovers  | 11   |
| 6.  | Daniel Corcoran | Bohemians Dublin | 11   |
| 8.  | Courtney Duffus | Waterford FC     | 10   |
| 8.  | Aaron McEneff   | Derry City       | 10   |
| 10. | Robbie Benson   | Dundalk FC       | 9    |